# Afonso, Duque da Calábria
Afonso de Espanha (em espanhol: Alfonso Maria Leon Christino Alfonso de Liguori Anthony Francis Xavier de Borbón-Dos Sicilias y Borbón; Madrid, 30 de novembro de 1901 – Madrid, 3 de fevereiro de 1964), foi um dos dois pretendentes a chefia da Casa Real das Duas Sicílias, de 1960 até sua morte em 1964. Afonso era filho do príncipe Carlos das Duas Sicílias, e de sua primeira esposa Mercedes, Princesa das Astúrias.

## Casamento e filhos
Afonso casou com a princesa Alice de Bourbon-Parma, sua prima em segundo grau, filha de Elias, Duque de Parma e Piacenzae e de sua segunda esposa, a arquiduquesa Maria Ana de Áustria, em 16 de abril de 1936 em Viena, Áustria.
Alfonso e Alice tiveram três filhos:
- Teresa María de Bourbon-Duas Sicílias (6 de fevereiro de 1937), casada com Íñigo Moreno y Artega, Marqués de Laula, com sete filhos.
- Carlos, Duque de Calábria (16 de janeiro de 1938 - 5 de outubro de 2015), casado com Ana de Orleães, com cinco filhos.
- Inés María de Bourbon-Duas Sicílias (18 de fevereiro de 1940), casada com Luis de Morales y Aguado, com cinco filhos.

## Disputa pela chefia da Casa
O príncipe Carlos (filho de Afonso, Conde de Caserta, neto do rei Fernando II das Duas Sicílias), ao se casar com Mercedes, Princesa das Astúrias, filha do rei Afonso XII da Espanha, prometeu que renunciaria à sua eventual sucessão à coroa das Duas Sicílias em execução da Pragmática Sanção de 1759. Este decreto exigia que, se o rei da Espanha, ou seu herdeiro imediato, herdasse a coroa das Duas Sicílias, ele renunciaria a esta última para o próximo na linha de sucessão. Assim, são questões em disputa se a Pragmática Sanção se aplicava à situação do Príncipe Carlos em 1900 e se a grande magistratura da ordem estava incluída em tal renúncia.
Em 1960, o príncipe Fernando Pio (herdeiro de Afonso, Conde de Caserta) morreu sem filhos homens, e uma disputa sobre a sucessão começou, entre seu irmão Ranieri de Bourbon-Duas Sicílias (avô de Carlos, Duque de Castro) e seu sobrinho Afonso, tornando-se pretendentes. Afonso reivindicou seus direitos, declarando a renúncia de seu pai inválida. Por outro lado, Ranieri afirmou a validade da renúncia, enquanto Afonso argumentou que o casamento morganático de Ranieri também o teria excluído da sucessão sob os regulamentos do Reino das Duas Sicílias. Algumas casas reais europeias reconhecem informalmente os direitos dos descendentes de Ranieri, mas casas importantes, como a Casa Real Espanhola, reconhecem os dos descendentes de Afonso. A divisão abalou a chefia da Casa Real das Duas Sicílias, bem como o grão-mestrado da Sagrada Ordem Militar Constantiniana de São Jorge.

## Honras
No dia seguinte ao seu nascimento, em 1 de dezembro de 1901, sua avó, a rainha Maria Cristina conferiu-lhe a Ordem do Tosão de Ouro, o Colar da Ordem de Carlos III, e o Grã-Cruz da Ordem de Isabel a Católica.